# Relations entre Sao Tomé-et-Principe et Taïwan
Les relations entre Sao Tomé-et-Principe et Taïwan désignent les relations internationales s'exerçant entre, d'une part, la république démocratique de Sao Tomé-et-Principe, et de l'autre, la république de Chine.
En l'absence de relations diplomatiques officielles entre les deux États, ainsi que de l'établissement de bureaux de représentation entre eux, Taïwan est représenté auprès de Sao Tomé-et-Principe par l'intermédiaire du centre économique et culturel de Taipei au Portugal.

## Relations diplomatiques
En 1960, les gouvernements de Taipei et de Pékin, pour le compte de la république de Chine et de la république populaire de Chine, ouvrent leur politique étrangère aux nouveaux États indépendants d'Afrique, chacun afin d'affirmer son statut et sa reconnaissance sur la scène internationale vis-à-vis de l'autre. Cette offensive diplomatique s'inscrit également dans un contexte de Guerre froide, celle de Taïwan étant vue dans le bloc de l'Ouest comme une lutte contre la montée du communisme.
Alors que Sao Tomé-et-Principe accède à son indépendance le 12 juillet 1975, le nouvel État africain établit dès sa première année de souveraineté des relations avec la république populaire de Chine. Deux décennies plus tard, le 6 mai 1997, Sao Tomé-et-Principe formalise également des relations diplomatiques avec la république de Chine ; celles avec l'État continental seront rompues le 11 juillet de la même année.
Une ambassade est ainsi établie dès le 24 mai 1997 dans la capitale santoméenne São Tomé. En retour, une ambassade ouvre à Taipei en mars 2000.
Le 21 décembre 2016, le gouvernement de Sao Tomé-et-Principe choisit de rompre ses relations diplomatiques avec celui de la république de Chine, ré-établissant à nouveau celles avec la république populaire de Chine. Cette rupture a lieu quelques semaines après l'échange téléphonique entre les présidents taïwanais Tsai Ing-wen et américain Donald Trump, ravivant les tensions dans les relations transdétroit et sino-américaines. Sao Tomé-et-Principe était alors un des trois derniers États africains à entretenir des liens officiels avec le gouvernement de Taipei.